# فرودگاه محلی تائوس
فرودگاه محلی تائوس (به انگلیسی: Taos Regional Airport) یک فرودگاه همگانی بهره‌برداری هوایی با کد یاتا TSM است که یک باند فرود آسفالت دارد و طول باند آن ۱۷۶۹ متر است. این فرودگاه در کشور ایالات متحده آمریکا قرار دارد و در ارتفاع ۲۱۶۳ متری از سطح دریا واقع شده است.